# Dzika karta (żużel)
Dzika karta (ang. Wildcard) – nominacja organizatorów turnieju z cyklu Grand Prix dla żużlowca spoza tego cyklu. Zawodnik, który otrzymał „dziką kartę”, startuje w jednym turnieju na takich samych zasadach, co pełnoprawni uczestnicy. Takie nominacje dostają zwykle żużlowcy z kraju gospodarza, którzy prezentują dobrą formę i nie są pełnoprawnymi uczestnikami Grand Prix. Po decyzji organizatorów, nominację musi przyjąć BSI, właściciel praw do cyklu. W latach 1995–1997 oraz od 2005 r. na każdy turniej przypada jedna „dzika karta”, w 1998 r. – trzy, a latach 1999–2004 – dwie.
Zgodnie z obowiązującymi przepisami (od 2005 r.) na dwa miesiące przed turniejem Grand Prix, każda krajowa federacja ma prawo zaproponować swoich zawodników. Ostatecznej decyzji dokonuje Komisja SGP (w składzie Prezydent FIM, Sekretarz Generalny FIM, Dyrektor Zawodów SGP oraz Prezydent CCP), jednak tradycyjnie wybiera zawodnika z kraju gospodarza. Czasami jednak wybiera innych zawodników (np. Lee Richardson na start w GP Europy, Hans Andersen na GP Skandynawii czy Matej Žagar na GP Włoch).
Sześciu zawodnikom startującym z dziką kartą udało się zwyciężyć tę eliminację: dwukrotnie uczynił to Hans Niklas Andersen (2006) i po jednym razie Mark Loram (1999), Martin Dugard (2000), Michael Jepsen Jensen (2012), Adrian Miedziński (2013) oraz Bartosz Zmarzlik (2014).

## Inne znaczenie
Dziką kartą potocznie określa się przyznawanie przez krajową federację prawo uczestnictwa w turniejach międzynarodowych zawodnikowi, który nie wywalczył awansu (np. eliminacje do Grand Prix).